# Den lille isbryder
Den lille isbryder er en dansk dokumentarfilm fra 2011, der er instrueret af Kasia Køhler Larsen.

## Handling
Gosia ved, hun gik i tredje klasse, da de flyttede til Danmark. Hun ved, det var i slutningen af vinteren, og hun ved, de rejste uden hendes far vidste det. Men hun kan ikke huske det. Efter tyve år mødes Gosia med sin far i barndomskvarteret Kazury i Warszawa. Det bliver en rejse tilbage, hvor de genvinder en tid. En tid, hvor de delte deres hverdag sammen.